# 近衛歩兵第7連隊
近衛歩兵第7連隊（このえほへいだい7れんたい、近衛歩兵第七聯隊）は、大日本帝国陸軍の連隊のひとつである。

## 沿革
- 1943年（昭和18年）

6月1日 -  東京府東京市麻布区麻布龍土町（現・港区六本木）の旧歩兵第3連隊兵営に於いて編成、近衛第1師団に編入される。
9月7日 - 軍旗拝受 。
- 1945年（昭和20年）

5月25日 - 山手空襲。兵営が焼失。氷川国民学校（現・港区立赤坂小学校）校地に移転。
8月15日 - 終戦

## 跡地
第3次東京大空襲で焼け出された本連隊は、隣の赤坂区にあった氷川国民学校（港区立氷川小学校を経て現・赤坂小学校）校地に移駐した。

戦後、跡地は赤坂小学校の仮校舎を兼ねた後氷川小学校に復し、1993年（平成5年）に赤坂小学校・檜町小学校と統合して閉校するまで使われた。閉校後は区によって建て替えられ、現在は港区立高齢者在宅サービスセンター『サン・サン赤坂』となっている。

## 歴代連隊長
| 代 | 氏名     | 在任期間    | 備考 |
| -- | -------- | ----------- | ---- |
| 末 | 皆美貞作 | 1943.6.10 - |      |